# Paula Ormaechea
Paula Ormaechea (Sunchales, 28 de Setembro de 1992) é uma tenista profissional argentina.

## WTA finais

### Simples: 1 (0–1)
| Legenda                             |
| ----------------------------------- |
| Grand Slam (0–0)                    |
| WTA Tour (0–0)                      |
| Premier Mandatory & Premier 5 (0–0) |
| Premier (0–0)                       |
| International (0–1)                 |

| Outcome | N. | Data              | Torneio                           | Piso   | Oponente        | Placar   |
| ------- | -- | ----------------- | --------------------------------- | ------ | --------------- | -------- |
| Vice    | 1. | 24 Fevereiro 2013 | Copa Colsanitas, Bogotá, Colômbia | Saibro | Jelena Janković | 1–6, 2–6 |